# Referenzen
Referenzen im engeren Sinn sind Unterlagen, mit denen der Bewerber um einen öffentlichen Auftrag in einem Vergabeverfahren seine technische und berufliche Leistungsfähigkeit im Sinne des § 122 GWB nachweist. Im weiteren Sinne sind es zusammengestellte Nachweise über erbrachte Leistungen, die auch außerhalb von formalen Vergabeverfahren zur Anwendung kommen, zum Beispiel auf den Webseiten von Freiberuflern, auch wenn diese sich nicht vorrangig an öffentliche Auftraggeber richten.
Öffentliche Aufträge werden nur an fachkundige und leistungsfähige (geeignete) Unternehmen vergeben. Ein Unternehmen ist geeignet, wenn es die durch den öffentlichen Auftraggeber im Einzelnen zur ordnungsgemäßen Ausführung des öffentlichen Auftrags festgelegten Kriterien (Eignungskriterien) erfüllt. Zu den Eignungskriterien zählt auch die technische und berufliche Leistungsfähigkeit, die durch geeignete Referenzen zu belegen ist. Geeignet sind Nachweise über die Erbringung zumindest einer dem öffentlichen Auftrag vergleichbaren Leistung in den letzten drei Jahren (§ 46 Abs. 3 Nr. 1 VgV). Wenn vom Bieter eine Mehrzahl von Referenzprojekten zu benennen sein soll, muss deren Mindestanzahl in der Ausschreibung exakt angegeben werden.
Vergleichbar ist eine Referenzleistung mit der ausgeschriebenen Leistung, wenn sie dieser so weit ähnelt, dass sie einen tragfähigen Rückschluss auf die Leistungsfähigkeit des Bieters für die ausgeschriebene Leistung eröffnet. Bei der Bewertung der Frage der Vergleichbarkeit der Referenz kommt der Vergabestelle ein nur eingeschränkt überprüfbarer Beurteilungsspielraum zu.
Die öffentlichen Auftraggeber dürfen im Rahmen der Eignungsprüfung keine anderen materiellen Anforderungen an die technische und berufliche Leistungsfähigkeit der Bewerber stellen als Anforderungen an die erforderlichen personellen und technischen Mittel sowie an erforderliche Erfahrungen. § 46 Abs. 3 VgV trifft insoweit eine abschließende Regelung.
Fehlende, nicht aktuelle oder unpassende Referenzen können ein Grund zum Ausschluss vom weiteren Vergabeverfahren sein. Nach § 56 Abs. 2 VgV dürfen fehlende, unvollständige oder fehlerhafte unternehmensbezogene Unterlagen zwar nachgereicht, vervollständigt oder korrigiert werden. Eine inhaltliche Nachbesserung vorliegender Erklärungen ist aber unzulässig.